# شارلوت فالاندري
شارلوت فالاندري (بالفرنسية: Charlotte Valandrey)‏ (موليد 29 نوفمبر 1968، 13 يوليو 2022) كانت ممثلة ومؤلفة فرنسية.

## حياة سابقة
ولدت شارلوت فالاندري لعائلة ثرية، ونشأت في بريتاني شمال غرب فرنسا. منذ أن كانت في السادسة من عمرها، عاشت في بلدة فال أندريه الساحلية الصغيرة، والتي أخذت منها اسمها المهني عام 1985.

## روابط خارجية
- شارلوت فالاندري على موقع IMDb (الإنجليزية)
- شارلوت فالاندري على موقع ميتاكريتيك (الإنجليزية)
- شارلوت فالاندري على موقع روتن توميتوز (الإنجليزية)
- شارلوت فالاندري على موقع ألو سيني (الفرنسية)
- شارلوت فالاندري على موقع ميوزك برينز (الإنجليزية)
- شارلوت فالاندري على موقع أول موفي (الإنجليزية)
- شارلوت فالاندري على موقع قاعدة بيانات الأفلام السويدية (السويدية)
- شارلوت فالاندري على موقع ديسكوغز (الإنجليزية)
- شارلوت فالاندري على موقع قاعدة بيانات الفيلم (الإنجليزية)
- شارلوت فالاندري على موقع كينوبويسك (الروسية)